# 漢考克縣 (喬治亞州)
漢考克縣（英語：Hancock County）是美國喬治亞州東北部的一個縣。面積1,240平方公里。根据美國2000年人口普查，共有人口10,076人。縣治斯巴達（Sparta）。
成立於1793年12月17日，以《美國獨立宣言》首名簽署者約翰·漢考克命名。